# Открытый чемпионат России по плаванию 2007
Открытый чемпионат России по плаванию 2007 года прошёл с 21 по 26 июля в «Центе плавания», Санкт-Петербург.
Спортсмены в новом спортивном комплексе установили три новых рекорда России и выполнили почти 20 олимпийских нормативов «А», позволяющих выставить на Олимпийских играх в Пекине по два участника на дистанции.

### Муэчины

#### 50 м вольный стиль
Евгений Лагунов (Архангельская область — Санкт-Петербург-1) — 22,30

 Андрей Капралов (Санкт-Петербург-1 — Приморский край) — 22,36

 Андрей Гречин (Санкт-Петербург-1 — Алтайский край) — 22,73

#### 100 м вольный стиль
Евгений Лагунов (Архангельская область — Санкт-Петербург-1) — 48,78

 Андрей Капралов (Санкт-Петербург-1 — Приморский край) — 49,14

 Андрей Гречин (Санкт-Петербург-1 — Алтайский край) — 49,36

#### 200 м вольный стиль
Андрей Капралов (Санкт-Петербург-1 — Приморский край) — 1.47,09

 Сергей Перунин (Волгоградская область — Пензенская область) — 1.47,79

 Виталий Романович (Волгоградская область) — 1.49,55

#### 400 м вольный стиль
Юрий Прилуков (Самарская область — Свердловская область) — 3.46,61

 Виталий Романович (Волгоградская область) — 3.50,57

 Александр Селин (Москва-1) — 3.54,00

#### 800 м вольный стиль
Никита Лобинцев (Самарская область — Свердловская область) — 7.56,89

 Валентин Уманец (Волгоградская область) — 8.04,62

 Виталий Романович (Волгоградская область) — 8.06,76

#### 1500 м вольный стиль
Юрий Прилуков (Самарская область — Свердловская область) — 15.05,60

 Никита Лобинцев (Самарская область — Свердловская область) — 15.25,62

 Илья Ларин (Санкт-Петербург-1) 15.35,40

#### 50 м на спине
Дмитрий Смирнов (Санкт-Петербург-1) — 25,80

 Сергей Маков (Алтайский край — Красноярский край) — 25,87

 Аркадий Вятчанин (Ростовская область — Коми) — 25,93

#### 100 м на спине
Аркадий Вятчанин (Ростовская область — Коми) — 54,69

 Станислав Донец (Ульяновская область — Самарская область) — 55,84

 Евгений Алёшин (Нижегородская область) — 55,84

#### 200 м на спине
Аркадий Вятчанин (Ростовская область — Коми) — 1.57,85

 Станислав Донец (Ульяновская область — Самарская область) — 2.00,47

 Александр Тарабрин (Волгоградская область) — 2.01,40

#### 50 м брасс
Роман Слуднов (Омская область) — 28,20

 Сергей Гейбель (Новосибирская область) — 28,30

 Дмитрий Коморников (Москва-1) — 28,33

#### 100 м брасс
Дмитрий Коморников (Москва-1) — 1.01,24

 Сергей Гейбель (Новосибирская область) — 1.01,87

 Григорий Фалько (Санкт-Петербург-1) — 1.02,00

#### 200 м брасс
Андрей Иванов (Санкт-Петербург-1) — 2.12,16

 Григорий Фалько (Санкт-Петербург-1) — 2.13,39

 Сергей Герасимов (Омская область — Новосибирская область) — 2.15,36

#### 50 м баттерфляй
Павел Королёв (Санкт-Петербург-2) — 24,44

 Игорь Марченко (Санкт-Петербург-1 — Ростовская область) — 24,46

 Евгений Коротышкин (Москва-1) — 24,48

#### 100 м баттерфляй
Николай Скворцов (Калужская область — Пензенская область) — 52,83

 Игорь Марченко (Санкт-Петербург-1) — 52,95

 Евгений Коротышкин (Москва-1) — 53,26

#### 200 м баттерфляй
Максим Ганихин (Ростовская область — Тюменская область) — 1.59,66

 Алексей Ковригин (Красноярский край) — 2.00,47

 Андрей Крылов (Москва-1) — 2.01,25

#### 200 м комплексное плавание
Александр Тихонов (Челябинская область — ХМАО) — 2.02,95

 Дмитрий Калёнов (Пензенская область) — 2.03,47

 Алексей Зацепин (Татарстан) — 2.04,67

#### 400 м комплексное плавание
Александр Тихонов (Челябинская область — ХМАО) — 4.20,03

 Андрей Крылов (Москва-1) — 4.20,71

 Алексей Зацепин (Татарстан) — 4.24,77

#### Эстафета 4×100 м вольный стиль
Санкт-Петербург-1 — сборная России (Андрей Гречин, Алексей Манжула, Андрей Капралов, Евгений Лагунов) — 3.18,23

 Сибирский ФО (Константин Зотов, Иван Усов, Евгений Нацвин, Константин Колясников) — 3.22,80

 Пензенская область (Дмитрий Калёнов, Артур Мкртчан, Николай Скворцов, Кирилл Зубов) — 3.26,49

#### Эстафета 4×200 м вольный стиль
Волгоградская область (Алексей Колесников, Сергей Перунин, Дмитрий Кулин, Виталий Романович) — 7.21,04

 Санкт-Петербург-1 (Илья Жаров, Евгений Лагунов, Андрей Гречин, Андрей Капралов) — 7.24,21

 Москва-1 (Александр Селин, Григорий Степанов, Андрей Крылов, Денис Крылов) — 7.26,23

#### Эстафета 4×100 м комбинированная
Санкт-Петербург-1 (Дмитрий Смирнов, Андрей Иванов, Игорь Марченко, Евгений Лагунов) — 3.40,91

 Сибирский ФО (Сергей Маков, Сергей Гейбель, Алексей Ковригин, Иван Усов) — 3.42,57

 Пензенская область (Виталий Борисов, Михаил Ермолаев, Дмитрий Калёнов, Кирилл Зубов) — 3.45,40

### Женщины

#### 50 м вольный стиль
Светлана Федулова (Санкт-Петербург-1 — Коми) — 25,88

 Анастасия Аксёнова (Пензенская область — Коми) — 25,92

 Елена Римская (Омская область) — 26,22

#### 100 м вольный стиль
Ольга Ключникова (Пензенская область) — 55,77

 Маргарита Нестерова (Белгородская область) — 56,21

 Дарья Белякина (Рязанская область) — 56,41

#### 200 м вольный стиль
Дарья Белякина (Рязанская область) — 1.59,48

 Наталья Вишнякова (Санкт-Петербург-1) — 2.01,24

 Кира Володина (Ульяновская область — Самарская область) — 2.01,66

#### 400 м вольный стиль
Дарья Белякина (Рязанская область) — 4.12,75

 Наталья Вишнякова (Санкт-Петербург-1) — 4.15,36

 Лариса Ильченко (Волгоградская область) — 4.16,40

#### 800 м вольный стиль
Мария Булахова (Волгоградская область) — 8.48,49

 Яна Мартынова (Татарстан) — 8.49,36

 Регина Сыч (Камчатская область) — 8.53,40

#### 1500 м вольный стиль
Кира Пархоменко (Санкт-Петербург — ХМАО) — 16.58,20

 Елизавета Горшкова (Коми) — 17.03,27

 Екатерина Манакова (Коми) — 17.03,45

#### 50 м на спине
Анастасия Зуева (Пензенская область — Московская область) — 28,66 РР

 Мария Никитина (Москва-1) — 29,97

 Дарья Белякина (Рязанская область) — 30,04

#### 100 м на спине
Анастасия Зуева (Пензенская область — Московская область) — 1.01,33

 Мария Никитина (Москва-1) — 1.02,61

 Станислава Комарова (Москва-1) — 1.03,42

#### 200 м на спине
Ксения Москвина (ЯНАО) — 2.12,77

 Татьяна Ольховикова (Белгородская область) — 2.13,23

 Мария Никитина (Москва-1) — 2.13,39

#### 50 м брасс
Елена Богомазова (Санкт-Петербург-1 — Ростовская область) — 31,39 РР

 Дарья Коротенкова (Москва-1) — 32,32

 Екатерина Уйменова (Пензенская область) — 32,62

#### 100 м брасс
Елена Богомазова (Санкт-Петербург-1 — Ростовская область) — 1.08,77

 Дарья Коротенкова (Москва-1) — 1.09,69

 Екатерина Баклакова (Пермский край) — 1.10,16

#### 200 м брасс
Алёна Алексеева (Новосибирская область — Кемеровская область) — 2.28,51

 Анна Кузьмичёва (Санкт-Петербург-1) — 2.31,64

 Екатерина Винокурова (Удмуртия) — 2.32,61

#### 50 м баттерфляй
Наталья Сутягина (Пензенская область) — 27,03

 Ирина Беспалова (Архангельская область — Санкт-Петербург-1) 0.27,34

 Василиса Владыкина (Омская область) — 27,34

#### 100 м баттерфляй
Наталья Сутягина (Пензенская область) — 58,45 РР

 Ирина Беспалова (Архангельская область — Санкт-Петербург-1) — 58,83

 Юлия Гаврилова (Омская область) — 1.01,82

#### 200 м баттерфляй
Ирина Беспалова (Архангельская область — Санкт-Петербург-1) — 2.11,05

 Яна Мартынова (Татарстан) — 2.11,06

 Кристина Новиченко (Томская область) — 2.14,89

#### 200 м комплексное плавание
Светлана Карпеева (ХМАО) — 2.15,78

 Яна Мартынова (Татарстан) — 2.15,94

 Екатерина Рвянина (Пензенская область) — 2.18,74

#### 400 м комплексное плавание
Яна Мартынова (Татарстан) — 4.43,60

 Светлана Карпеева (ХМАО) — 4.46,22

 Екатерина Рвянина (Пензенская область) — 4.50,94

#### Эстафета 4×100 м вольный стиль
Россия (Анастасия Аксёнова, Виктория Малютина, Наталья Сутягина, Ольга Ключникова) — 3.46,65

 Белгородская область (Маргарита Нестерова, Татьяна Ольховикова, Евгения Брынцева, Анна Смирнова) — 3.49,49

 Омская область (Василиса Владыкина, Елена Римская, Татьяна Пономаренко, Анна Сухенко) — 3.49,52

#### Эстафета 4×200 м вольный стиль
Волгоградская область (Мария Булахова, Лариса Ильченко, Дарья Паршина, Наталья Ловцова) — 8.16,96

 Пензенская область (Анастасия Аксёнова, Екатерина Береснева, Виктория Малютина, Ольга Ключникова) — 8.17,47

 Санкт-Петербург-1 (Ирина Беспалова, Ольга Шульгина, Светлана Федулова, Наталья Вишнякова) — 8.20,84

#### Эстафета 4×100 м комбинированная
Пензенская область (Анастасия Зуева, Екатерина Уйменова, Наталья Сутягина, Ольга Ключникова) — 4.09,21

 Санкт-Петербург-1 (Алёна Голубева, Анна Кузьмичёва, Ирина Беспалова, Наталья Вишнякова) — 4.10,79

 Москва-1 (Мария Никитина, Дарья Коротенкова, Анастасия Балдина, Мария Уголькова) — 4.15,31

## Командное первенство

### Среди федеральных округов
1. Приволжский — 3831
2. Сибирский — 2435
3. Южный — 1746
4. Уральский — 1545
5. Центральный — 1257
6. Северо-Западный — 1206
7. Дальневосточный — 512

### Среди республик, областей и городов Москва и Санкт-Петербург
1 группа
1. Санкт-Петербург-1 — 1821
2. Пензенская область — 1503
3. Москва-1 — 1358
4. Омская область — 1024,5
5. Волгоградская область — 944
6. Республика Коми — 835
7. Новосибирская область — 713
8. Республика Татарстан — 701
9. Ростовская область — 657
10. Санкт-Петербург-2 — 614
11. Самарская область — 605
12. Москва-2 — 591

2 группа
1. Ханты-Мансийский АО — 746
2. Свердловская область — 376
3. Белгородская область — 354
4. Архангельская область — 297
5. Красноярский край — 273
6. Ульяновская область — 230
7. Приморский край — 211
8. Нижегородская область — 178
9. Краснодарский край — 119

3 группа
1. Рязанская область — 257
2. Челябинская область — 210
3. Оренбургская область — 189
4. Алтайский край — 182,5
5. Московская область — 168
6. Кемеровская область — 141
7. Тюменская область — 132
8. Республика Башкортостан — 131
9. Томская область — 101
10. Калужская область — 100
11. Воронежская область — 96
12. Магаданская область — 91
13. Камчатская область — 86
14. Ямало-Ненецкий АО — 81
15. Хабаровский край — 79
16. Ярославская область — 75
17. Республика Марий Эл — 75
18. Тульская область — 72
19. Республика Удмуртия — 68
20. Пермский край — 66
21. Вологодская область — 63
22. Ивановская область — 47
23. Сахалинская область — 45
24. Саратовская область — 44
25. Чувашская республика — 41
26. Липецкая область — 37
27. Владимирская область — 27
28. Ставропольский край — 26
29. Костромская область — 14
30. Калининградская область — 11
31. Курская область — 10